# سجن عين زارة
سجن عين زارة في منطقة عين زارة بمدينة طرابلس العاصمة الليبية أو مؤسسة الإصلاح والتأهيل سجن عين زارة وهو أحد السجون في مدينة طرابلس. عدد نزلائه حاليا يقارب من 3000 سجينا من الليبيين والأجانب.[بحاجة لمصدر]